# 形式的に実
数学において、ある種の環が形式的に実（けいしきてきにじつ、英: fomally real）であるとは、以下の条件の何れかを満たすものを言う。
環 (R,+,0,×,1) が形式的に実であるとは:
- R の零元 0 が R の（任意有限個の）非零な平方元の和に書かれることは無い
- R における（任意有限個の）平方元の和が −1 に等しいことは無い
- 標数 2 でない R において、R の（任意有限個の）平方元の和に書くことのできない R の元が存在する。

よく知られた形式的に実な代数系として以下が挙げられる:
- 形式的実体（実体）: アルティン・シュライヤーによる順序体の特徴付けに用いられた。順序体の項も参照。
- 形式的実ジョルダン代数（英語版）: ある種のリー代数の構成や対称錐（英語版）の研究などに利用される。ユークリッド型ジョルダン代数（英語版）の項も参照。